# Teasdale (Utah)
Teasdale est une census-designated place du comté de Wayne, dans l'État de l'Utah, aux États-Unis. En 2020, elle compte une population de 140 habitants.